# Campeonato Europeo de Natación de 1997
El  XXIII Campeonato Europeo de Natación se celebró en Sevilla (España) entre el 13 y el 24 de agosto de 1997 bajo la organización de la Liga Europea de Natación (LEN) y la Real Federación Española de Natación.
Las competiciones de natación, natación sincronizada, saltos y waterpolo se realizaron en las piscinas del Centro de Deportes San Pablo, y las de natación en aguas abiertas en las aguas del río Guadalquivir.

## Resultados de natación

### Masculino
| Evento                   | Oro                                                                                      | Plata | Bronce                                                                                                |
| ------------------------ | ---------------------------------------------------------------------------------------- | --- | --- |
| 50 m libre               | Alexandr Popov · Rusia · 22,30                                                           | Mark Foster Reino Unido 22,53                                                                              | Julien Sicot Francia 22,78                                                                            |
| 100 m libre              | Alexandr Popov · Rusia · 49,09                                                           | Lars Frölander · Suecia · 49,51                                                                            | Oleg Ruklevich · Bielorrusia · 49,84                                                                  |
| 200 m libre              | Paul Palmer Reino Unido 1:48,85                                                          | Massimiliano Rosolino · Italia · 1:49,02                                                                   | Béla Szabados · Hungría · 1:49,98                                                                     |
| 400 m libre              | Emiliano Brembilla · Italia · 3:45,96                                                    | Massimiliano Rosolino · Italia · 3:48,11                                                                   | Paul Palmer Reino Unido 3:50,03                                                                       |
| 1500 m libre             | Emiliano Brembilla · Italia · 14:58,67                                                   | Igor Snitko · Ucrania · 15:07,85                                                                           | Denis Zavgorodniy · Ucrania · 15:19,28                                                                |
| 100 m espalda            | Martín López Zubero · España · 55,71                                                     | Eithan Urbach Israel 55,88                                                                                 | Vladimir Selkov · Rusia · 55,97                                                                       |
| 200 m espalda            | Vladimir Selkov · Rusia · 1:59,21                                                        | Emanuele Merisi · Italia · 1:59,63                                                                         | Ralf Braun · Alemania · 1:59,91                                                                       |
| 100 m braza              | Alexandre Gukov · Bielorrusia · 1:02,17                                                  | Károly Güttler · Hungría · 1:02,23                                                                         | Daniel Málek · República Checa · 1:02,27                                                              |
| 200 m braza              | Alexandre Gukov · Bielorrusia · 2:13,90                                                  | Andréi Korneyev · Rusia · 2:14,40                                                                          | Daniel Málek · República Checa · 2:14,74                                                              |
| 100 m mariposa           | Lars Frölander · Suecia · 52,85                                                          | Danys Sylantyev · Ucrania · 53,27                                                                          | Franck Esposito Francia 53,28                                                                         |
| 200 m mariposa           | Franck Esposito Francia 1:57,24                                                          | Danys Sylantyev · Ucrania · 1:58,48                                                                        | Stephen Parry Reino Unido 1:58,78                                                                     |
| 200 m cuatro estilos     | Marcel Wouda · Países Bajos · 2:00,77                                                    | Xavier Marchand Francia 2:0108                                                                             | Jani Sievinen · Finlandia · 2:02,12                                                                   |
| 400 m cuatro estilos     | Marcel Wouda · Países Bajos · 4:15,38                                                    | Frederik Hviid · España · 4:17,16                                                                          | Robert Seibt · Alemania · 4:20,43                                                                     |
| 4 X 100 m libre          | Rusia · Alexandr Popov · Roman Yegorov · Denis Pimankov · Vladimir Pyshnenko · 3:16,85   | Alemania · Alexander Lüderitz · Steffen Zesner · Christian Tröger · Torsten Spanneberg · 3:18,33           | Países Bajos · Bram van Haandel · Martijn Zuijdweg · Mark Veens · Pieter van den Hoogenband · 3:20,82 |
| 4 X 200 m libre          | Reino Unido Paul Palmer Andrew Clayton Gavin Meadows James Salter 7:17,56                | Países Bajos · Pieter van den Hoogenband · Mark van der Zijden · Martijn Zuijdweg · Marcel Wouda · 7:17,84 | Alemania · Lars Conrad · Christian Keller · Stefan Pohl · Steffen Zesner · 7:18,86                    |
| 4 X 100 m cuatro estilos | Rusia · Vladimir Selkov · Andréi Korneyev · Vladislav Kulikov · Alexandr Popov · 3:39,67 | Alemania · Ralf Braun · Jens Kruppa · Thomas Rupprath · Christian Tröger · 3:41,47                         | Polonia · Mariusz Siembida · Marek Krawczyk · Marcin Kaczmarek · Bartosz Kizierowski · 3:42,20        |

### Femenino
| Evento                   | Oro                                                                                       | Plata                                                                                         | Bronce                                                                                              |
| ------------------------ | ----------------------------------------------------------------------------------------- | --------------------------------------------------------------------------------------------- | --------------------------------------------------------------------------------------------------- |
| 50 m libre               | Natalia Meshcheriakova · Rusia · 25,31                                                    | Sandra Völker · Alemania · 25,43                                                              | Therese Alshammar · Suecia · 25,78                                                                  |
| 100 m libre              | Sandra Völker · Alemania · 55,38                                                          | Martina Moravcová · Eslovaquia · 55,46                                                        | Antje Buschschulte · Alemania · 55,50                                                               |
| 200 m libre              | Michelle Smith Irlanda 1:59,93                                                            | Nadezhda Chemezova · Rusia · 1:59,97                                                          | Camelia Potec · Rumania · 2:00,17                                                                   |
| 400 m libre              | Dagmar Hase · Alemania · 4:09,58                                                          | Michelle Smith Irlanda 4:10,50                                                                | Kerstin Kielgaß · Alemania · 4:10,89                                                                |
| 800 m libre              | Kerstin Kielgaß · Alemania · 8:34,41                                                      | Carla Geurts · Países Bajos · 8:36,14,                                                        | Jana Henke · Alemania · 8:39,93                                                                     |
| 100 m espalda            | Antje Buschschulte · Alemania · 1:01,74                                                   | Roxana Maracineanu Francia 1:01,84                                                            | Sandra Völker · Alemania · 1:02,23                                                                  |
| 200 m espalda            | Cathleen Rund · Alemania · 2:11,46                                                        | Antje Buschschulte · Alemania · 2:12,05                                                       | Roxana Maracineanu Francia 2:12,06                                                                  |
| 100 m braza              | Ágnes Kovács · Hungría · 1:08,08                                                          | Svitlana Bondarenko · Ucrania · 1:08,87                                                       | Brigitte Becue · Bélgica · 1:09,42                                                                  |
| 200 m braza              | Ágnes Kovács · Hungría · 2:24,90                                                          | Alicja Pęczak · Polonia · 2:28,04                                                             | Brigitte Becue · Bélgica · 2:28,90                                                                  |
| 100 m mariposa           | Mette Jacobsen Dinamarca 59,64                                                            | Martina Moravcová · Eslovaquia · 59,74                                                        | Johanna Sjöberg · Suecia · 1:00,07                                                                  |
| 200 m mariposa           | María Peláez Navarrete · España · 2:10,25                                                 | Michelle Smith Irlanda 2:10,88                                                                | Mette Jacobsen Dinamarca 2:11,97                                                                    |
| 200 m cuatro estilos     | Oksana Verevka · Rusia · 2:14,74                                                          | Martina Moravcová · Eslovaquia · 2:15,02                                                      | Yana Klochkova · Ucrania · 2:15,03                                                                  |
| 400 m cuatro estilos     | Michelle Smith Irlanda 4:42,08                                                            | Yana Klochkova · Ucrania · 4:43,07                                                            | Hana Černá · República Checa · 4:44,05                                                              |
| 4 X 100 m libre          | Alemania · Katrin Meißner · Simone Osygus · Antje Buschschulte · Sandra Völker · 3:41,49  | Suecia · Louise Jöhncke · Josefin Lillhage · Therese Alshammar · Malin Svahnstrom · 3:43,69   | Rusia · Svetlana Lesiukova · Natalia Meshcheriakova · Inna Yaitskaya · Nadezhda Chemezova · 3:44,72 |
| 4 X 200 m libre          | Alemania · Dagmar Hase · Janina Goetz · Antje Buschschulte · Kerstin Kielgaß · 8:03,59    | Suecia · Louise Jöhncke · Josefin Lillhage · Johanna Sjöberg · Malin Svahnstrom · 8:04,53     | Dinamarca Britt Raaby Berit Puggaard Mette Jacobsen Ditte Jensen 8:07,26                            |
| 4 X 100 m cuatro estilos | Alemania · Antje Buschschulte · Sylvia Gerasch · Katrin Meißner · Sandra Völker · 4:07,76 | Rusia · Olga Kochetkova · Olga Landik · Svetlana Pozdeyeva · Natalia Meshcheriakova · 4:09,04 | Reino Unido Sarah Price Jamie King Caroline Foot Karen Pickering 4:10,31                            |

### Medallero
| Núm. | País            | Oro | Plata | Bronce | Total |
| ---- | --------------- | --- | ----- | ------ | ----- |
| 1    | Alemania        | 8   | 4     | 7      | 19    |
| 2    | Rusia           | 7   | 3     | 2      | 12    |
| 3    | Italia          | 2   | 3     | 0      | 5     |
| 4    | Países Bajos    | 2   | 2     | 1      | 5     |
| 5    | Irlanda         | 2   | 2     | 0      | 4     |
| 6    | Reino Unido     | 2   | 1     | 3      | 6     |
| 7    | Hungría         | 2   | 1     | 1      | 4     |
| 8    | España          | 2   | 1     | 0      | 3     |
| 9    | Bielorrusia     | 2   | 0     | 1      | 3     |
| 10   | Suecia          | 1   | 3     | 2      | 6     |
| 11   | Francia         | 1   | 2     | 3      | 6     |
| 12   | Dinamarca       | 1   | 0     | 2      | 3     |
| 13   | Ucrania         | 0   | 5     | 2      | 7     |
| 14   | Eslovaquia      | 0   | 3     | 0      | 3     |
| 15   | Polonia         | 0   | 1     | 1      | 2     |
| 16   | Israel          | 0   | 1     | 0      | 1     |
| 17   | República Checa | 0   | 0     | 3      | 3     |
| 18   | Bélgica         | 0   | 0     | 2      | 2     |
| 19   | Finlandia       | 0   | 0     | 1      | 1     |
| 19   | Rumania         | 0   | 0     | 1      | 1     |
|      | TOTAL           | 32  | 32    | 32     | 96    |

## Resultados de saltos

### Masculino
| Evento                  | Oro                                                   | Plata                                              | Bronce                                              |
| ----------------------- | ----------------------------------------------------- | -------------------------------------------------- | --------------------------------------------------- |
| Trampolín 1 m           | Andreas Wels · Alemania · 362,10 pts.                 | Holger Schlepps · Alemania · 357,12 pts.           | Rafael Álvarez Serrano · España · 355,56 pts.       |
| Trampolín 3 m           | Dmitri Sautin · Rusia · 661,68                        | Andreas Wels · Alemania · 609,39                   | Stefan Ahrens · Alemania · 597,66                   |
| Plataforma 10 m         | Jan Hempel · Alemania · 609,48                        | Yaroslav Makogin · Ucrania · 600,48                | Heiko Meyer · Alemania · 571,44                     |
| Trampolín 3 m sincro.   | Alexander Mesch · Holger Schlepps · Alemania · 284,34 | José Luis Hidalgo · Rubén Santos · España · 283,92 | Nicola Marconi · Donald Miranda · Italia · 277,92   |
| Plataforma 10 m sincro. | Jan Hempel · Michael Kühne · Alemania · 300,84        | Igor Lukashin · Alexandr Varlamov · Rusia · 272,20 | Gilles Emptoz-Lacote Frédéric Pierre Francia 252,12 |

### Femenino
| Evento                  | Oro                                                    | Plata                                             | Bronce                                                      |
| ----------------------- | ------------------------------------------------------ | ------------------------------------------------- | ----------------------------------------------------------- |
| Trampolín 1 m           | Vera Ilina · Rusia · 268,14 pts.                       | Irina Lashko · Rusia · 264,72 pts.                | Dörte Lindner · Alemania · 264,36 pts.                      |
| Trampolín 3 m           | Yulia Pajalina · Rusia · 567,30                        | Vera Ilina · Rusia · 524,28                       | Anna Lindberg · Suecia · 508,02                             |
| Plataforma 10 m         | Olga Kristoforova · Rusia · 441,60                     | Annika Walter · Alemania · 438,66                 | Svetlana Serbina · Ucrania · 438,51                         |
| Trampolín 3 m sincro.   | Claudia Bockner · Conny Schmalfuss · Alemania · 267,96 | Vera Ilina · Yulia Pajalina · Rusia · 264,24      | Julia María Cruz · Dolores Sáez de Ibarra · España · 244,20 |
| Plataforma 10 m sincro. | Anke Piper · Ute Wetzig · Alemania · 269,76            | Odile Arboles-Souchon Julie Danaux Francia 240,54 | Marion Reiff · Anja Richter · Austria · 215,67              |

### Medallero
| Núm. | País     | Oro | Plata | Bronce | Total |
| ---- | -------- | --- | ----- | ------ | ----- |
| 1    | Alemania | 6   | 3     | 3      | 12    |
| 2    | Rusia    | 4   | 4     | 0      | 8     |
| 3    | España   | 0   | 1     | 2      | 3     |
| 4    | Francia  | 0   | 1     | 1      | 2     |
| 4    | Ucrania  | 0   | 1     | 1      | 2     |
| 6    | Austria  | 0   | 0     | 1      | 1     |
| 6    | Italia   | 0   | 0     | 1      | 1     |
| 6    | Suecia   | 0   | 0     | 1      | 1     |
|      | TOTAL    | 10  | 10    | 10     | 30    |

## Resultados de natación en aguas abiertas

### Masculino
| Evento | Oro                               | Plata                                                       | Bronce                        |
| ------ | --------------------------------- | ----------------------------------------------------------- | ----------------------------- |
| 5 km   | Alexéi Akatiyev · Rusia · 56:07   | Evgeni Bezrutchenko · Rusia · 56:14                         | Luca Baldini · Italia · 56:19 |
| 25 km  | Alexéi Akatiyev · Rusia · 5:05:00 | Stéphane Lecat · Francia · André Wilde · Alemania · 5:08:36 |                               |

### Femenino
| Evento | Oro                               | Plata                               | Bronce                                  |
| ------ | --------------------------------- | ----------------------------------- | --------------------------------------- |
| 5 km   | Peggy Büchse · Alemania · 1:00:51 | Valeria Casprini · Italia · 1:00:52 | Rita Kovács · Hungría · 1:01:06         |
| 25 km  | Rita Kovács · Hungría · 5:21:58   | Valeria Casprini · Italia · 5:23:28 | Edith van Dijk · Países Bajos · 5:25:58 |

### Medallero
| Núm. | País         | Oro | Plata | Bronce | Total |
| ---- | ------------ | --- | ----- | ------ | ----- |
| 1    | Rusia        | 2   | 1     | 0      | 3     |
| 2    | Alemania     | 1   | 1     | 0      | 2     |
| 3    | Hungría      | 1   | 0     | 1      | 2     |
| 4    | Italia       | 0   | 2     | 1      | 3     |
| 5    | Francia      | 0   | 1     | 0      | 1     |
| 6    | Países Bajos | 0   | 0     | 1      | 1     |
|      | TOTAL        | 4   | 5     | 3      | 12    |

## Resultados de natación sincronizada
| Evento | Oro | Plata | Bronce |
| ------ | --- | --- | --- |
| Solo   | Olga Sedakova · Rusia · 99,240 pts. | Virginie Dedieu Francia 97,440 pts. | Giovanna Burlando · Italia · 95,960 pts. |
| Dúo    | Olga Brusnikina · Maria Kiseliova · Rusia · 99,160 | Virginie Dedieu Myriam Lignot Francia 97,040                                                                                              | Giada Ballan · Serena Bianchi · Italia · 95,760 |
| Equipo | Yelena Azarova · Yelena Barantseva · Olga Brusnikina · Natalia Gruzdeva · Maria Kiseliova · Olga Medvedeva · Olga Novokshchenova · Anna Yuryaeva · Rusia · 99,240 | Agnès Berthet Virginie Dedieu Julie Fabre Myriam Lignot Isabelle Manable Delphine Marechal Charlotte Massardier Éva Riffet Francia 97,400 | Giada Ballan · Serena Bianchi · Giovanna Burlando · Brunella Carrafelli · Chiara Cassin · Alessia Lucchini · Letizia Nuzzo · Clara Porchetto · Italia · 96,240 |

### Medallero
| Núm. | País    | Oro | Plata | Bronce | Total |
| ---- | ------- | --- | ----- | ------ | ----- |
| 1    | Rusia   | 3   | 0     | 0      | 3     |
| 2    | Francia | 0   | 3     | 0      | 3     |
| 3    | Italia  | 0   | 0     | 3      | 3     |
|      | TOTAL   | 3   | 3     | 3      | 9     |

## Resultados de waterpolo
| Evento    | Oro     | Plata      | Bronce       |
| --------- | ------- | ---------- | ------------ |
| Masculino | Hungría | Yugoslavia | Rusia        |
| Femenino  | Italia  | Rusia      | Países Bajos |

## Medallero total
| Núm. | País            | Oro | Plata | Bronce | Total |
| ---- | --------------- | --- | ----- | ------ | ----- |
| 1    | Rusia           | 16  | 9     | 3      | 28    |
| 2    | Alemania        | 15  | 8     | 10     | 33    |
| 3    | Hungría         | 4   | 1     | 2      | 7     |
| 4    | Italia          | 3   | 5     | 5      | 13    |
| 5    | Países Bajos    | 2   | 2     | 3      | 7     |
| 6    | España          | 2   | 2     | 2      | 6     |
| 7    | Irlanda         | 2   | 2     | 0      | 4     |
| 8    | Reino Unido     | 2   | 1     | 3      | 6     |
| 9    | Bielorrusia     | 2   | 0     | 1      | 3     |
| 10   | Francia         | 1   | 7     | 4      | 12    |
| 11   | Suecia          | 1   | 3     | 3      | 7     |
| 12   | Dinamarca       | 1   | 0     | 2      | 3     |
| 13   | Ucrania         | 0   | 6     | 3      | 9     |
| 14   | Eslovaquia      | 0   | 3     | 0      | 3     |
| 15   | Polonia         | 0   | 1     | 1      | 2     |
| 16   | Israel          | 0   | 1     | 0      | 1     |
| 16   | Yugoslavia      | 0   | 1     | 0      | 1     |
| 18   | República Checa | 0   | 0     | 3      | 3     |
| 19   | Bélgica         | 0   | 0     | 2      | 2     |
| 20   | Austria         | 0   | 0     | 1      | 1     |
| 20   | Finlandia       | 0   | 0     | 1      | 1     |
| 20   | Rumania         | 0   | 0     | 1      | 1     |
|      | TOTAL           | 51  | 52    | 50     | 153   |